# 布朗BGP 001
布朗BGP 001由本田车队開始設計，並由車隊易手後改名的布朗車隊完成建造，是布朗GP車隊製造的第一輛也是唯一一輛一级方程式赛车，用於參加2009年世界一级方程式锦标赛。賽車贏得了2009年賽季17場大獎賽中的8場，並為布朗車隊奪得首個一級方程式車隊世界冠軍，也協助简森·巴顿奪得生涯首個一級方程式车手世界冠军。BGP 001使用了“雙重擴散器”以增加下壓力，儘管它最終被国际汽车联合会認定為合法，但其合法性存在爭議。因此在2011年，雙重擴散器被国际汽车联合会禁止使用。
BGP 001在2009年澳大利亚大奖赛首次亮相，简森·巴顿在排位賽中獲得杆位並在比賽中獲得第一名，而魯本斯·巴里切羅在排位賽和比賽中均獲得第二名。
2018年6月18日，Codemasters宣布BGP 001將在F1 2018中作為經典賽車出現。

## 賽車設計

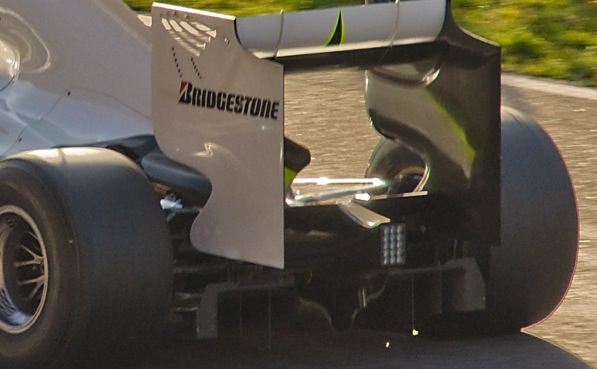
BGP 001爭議性的擴散器。

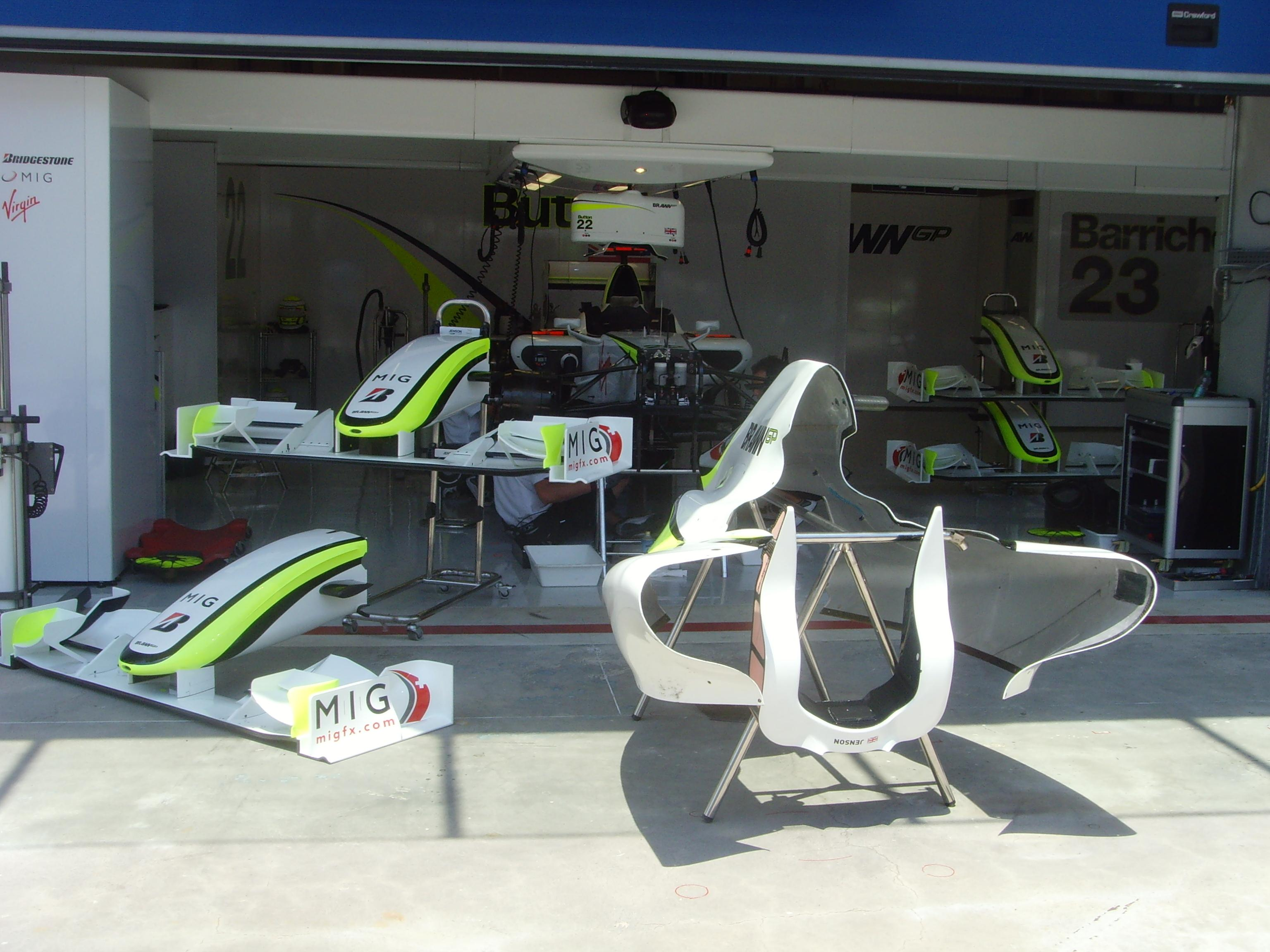
修改後的前翼和引擎罩，攝於2009年土耳其大獎賽。

本田车队在2008年賽季初期開始開發他們2009年的賽車。2008年12月，本田宣布退出一級方程式。在為車隊尋找買家的同時，BGP 001的開發仍在繼續。車隊最終被車隊領隊罗斯·布朗收購，並更名為布朗GP車隊。賽車由洛伊克·比戈瓦設計。與其他賽車相似，BGP 001使用了模壓碳纖維和蜂窩複合材料製成的单体駕駛艙，以及前後叉臂和推桿激活懸架系統。值得注意的是，為了安裝梅賽德斯引擎，車隊對賽車尾部做出調整，嚴重損害了賽車的重心。當車隊意識到賽車的平衡發生巨大變化時，已經沒有時間重新設計賽車尾部。罗斯·布朗承認某些零件令賽車變得太重，影響賽車性能。
然而，賽車有一個獨特之處，就是在尾部裝上了所謂的“雙層擴散器”。擴散器位於賽車後部，是賽車利用底板下方的氣流而獲得下壓力的途徑。BGP 001的擴散器使用了雙層設計的結構，具有特別的中央通道。擴散器爭議性的部分是位於尾部的氣孔。當它朝向擴散器上層的文丘里通道時，氣孔會增加氣流的速度，同時會膨脹並產生更多的下壓力。其他車隊認為，這個氣孔的存在違反了規則。
在2009年澳大利亚大奖赛中，雷諾、紅牛和法拉利對威廉姆斯、豐田和布朗車隊賽車上的擴散器作出抗議，認為「雙層擴散器」違反規則。然而，裁判不同意這一觀點，並駁回了其他車隊的投訴。寶馬在2009年马来西亚大奖赛前再次嘗試上訴但也被駁回。
法拉利、宝马索伯和紅牛在2009年4月13日對設計正式上訴至FIA國際上訴法院（ICA）。如果上訴成功，賽車在賽季的前兩場胜利可能會被取消。4月14日，ICA認定擴散器的設計是合法的，並且符合2009年賽季的規則，駁回了車隊的上訴。
2009年賽季的新規則要求賽車配備更窄更高的後翼和更寬和更低的前翼，旨在減少對後車的氣流干擾，從而使超車更容易。同時一級方程式自1998年後重新使用光頭胎，以增加賽車的機械抓地力並創造超車機會。

## 引擎和傳動系統
BGP 001使用梅賽德斯FO108W引擎。根據2009年賽季的規則，賽車必須使用2.4公升V8中置後驅自然进气发动机，並限速18,000rpm。最初賽車使用本田引擎，然而當本田宣布退出一級方程式時，布朗車隊成為了梅賽德斯的客戶，使用梅賽德斯引擎。據報導，布朗車隊可以選擇使用法拉利或梅賽德斯的引擎。最終因為梅賽德斯的引擎更容易安裝到賽車中，不用對車體進行巨大的更改，所以布朗車隊選擇後者。然而，一位不願意透露姓名的高級布朗車隊工程師在車隊奪冠后表示，為了裝上FO108W引擎，車隊對車體進行了重大且非常規的改變。布朗車隊的首席賽道工程師西蒙·科爾暗示，車隊因為擔心法拉利為了不讓客戶車隊擊敗他們，而會控制賽車的引擎性能，所以決定不使用法拉利引擎。
根據車隊總裁尼克·弗萊的說法，梅賽德斯引擎對車隊奪冠至關重要。如果車隊使用本田引擎，並不會贏得冠軍。
與梅賽德斯的另一個客戶車隊印度力量車隊不同，後者使用梅賽德斯發動機和麥拉倫設計的變速箱，而BGP 001則使用布朗車隊內部設計的序列式半自动变速器。变速器有七個前進檔和一個倒退檔，並使用位於方向盤後面的兩個撥片進行操作。與引擎的情況一樣，安裝變速箱時，車體設計也需要作出調整。因為梅賽德斯發動機的曲柄中心高度與本田不同，所以變速箱沒有放在理想的位置。因為动能回收系统會限制賽車的設計方向以及增加重量，所以布朗車隊沒有選擇使用能每圈提供額外80匹制動馬力（60千瓦特）、長達6.6秒的动能回收系统。罗斯·布朗表示KERS對賽車來說不是很重要的系统。
根據2009年的引擎規則，布朗車隊在整個賽季中每輛賽車只能使用八台引擎。引擎使用的限制使布朗車隊成為首支使用同一台引擎連續贏得三場大獎賽的車隊（紀錄由简森·巴顿創造）。

## 底盤製造數量
鑑於有限的預算和開發時間，車隊只製造了三個底盤（較大的車隊例如麥拉倫車隊製造多達八個底盤）：每個車手一個，一個備用。由於重複使用相同的底盤，以至到了賽季中後期，賽車開始失去速度。魯本斯·巴里切羅在新加坡大獎賽中使用了備用底盤，而简森·巴顿在2009年澳大利亞大獎賽至2009年巴西大獎賽期間一直使用同一個底盤，意味著他使用最殘舊的底盤贏得了冠軍。二號底盤（BGP 001-02）歸罗斯·布朗所有，在2009年之後被漆成銀色，被梅赛德斯AMG车队用作演示車。兩年後恢復到之前的布朗車隊塗裝，並作為2016年古德伍德速度節的展品之一。

## 2009年賽季

### 季前

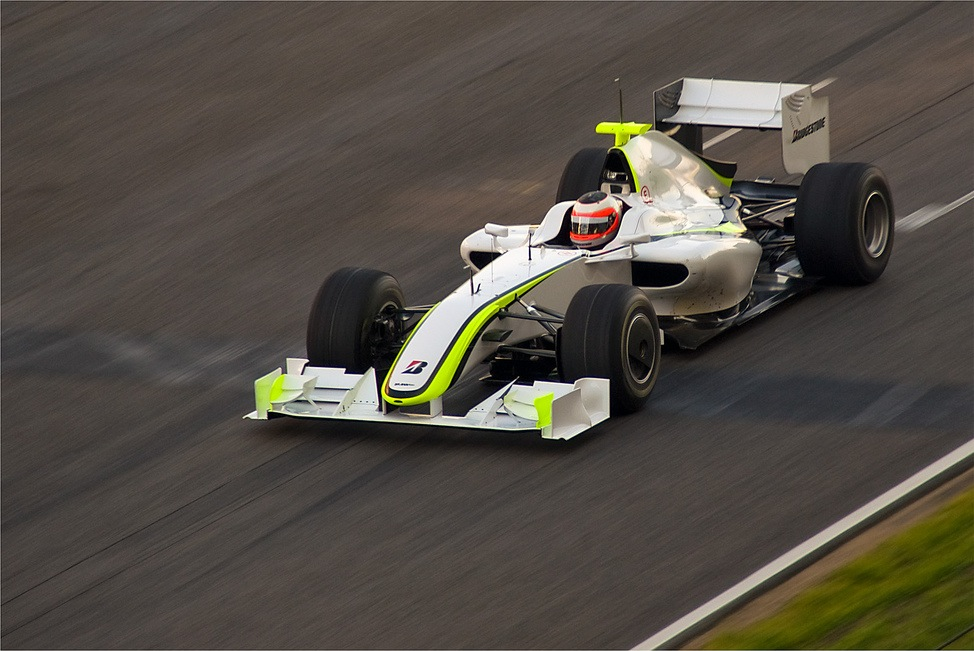
巴里切羅正在駕駛BGP 001。

2009年3月6日，BGP 001在英國的銀石賽道上首次亮相，简森·巴顿進行了試車。賽車主要以白色、熒光黃色和黑色著色。
布朗車隊於2009年3月9日在巴塞罗那-加泰罗尼亚赛道對BGP 001進行了第一天測試，並在第一天測試的排名上名列前茅，以第四名的成績結束第一天的測試。第二天，魯本斯·巴里切羅完成了111圈，排名第三。简森·巴顿在第三天完成130圈，排名第一，領先排名第二法拉利的菲利佩·马萨超過一秒。马萨表示BGP 001是最具競爭力的賽車，並表示他認為沒有賽車能夠比BGP 001快，而且法拉利的競爭力不如布朗車隊。在測試的最後一天，巴里切羅複製了隊友的壯舉，完成110圈，並領先第二名威廉姆斯的尼科·罗斯伯格超過十分之八秒。
在赫雷斯賽道舉行的第二次測試，布朗車隊繼續保持他們強勁的表現，領先雷诺的费尔南多·阿隆索十分之六秒，並完成了107圈。阿隆索在第二天排名第一，巴里切羅排名第二，而巴頓則排名第三，兩位車手合共完成了74圈。在最後一天，巴頓再次排名第一，領先第二名的羅斯伯格十分之二秒；尼爾遜·小畢奇和路易斯·咸美頓緊隨其後，分別排名第三和第四。
BGP 001的處子戰是在3月29日舉行的澳大利亞大獎賽。

### 比賽回顧

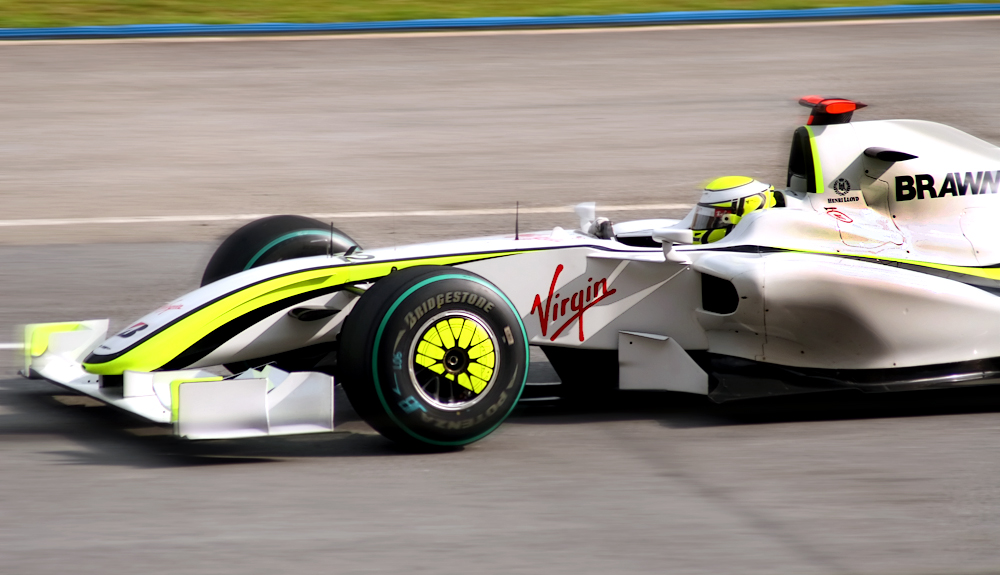
简森·巴顿在2009年马来西亚大奖赛上駕駛BGP 001。

简森·巴顿和魯本斯·巴里切羅在整個2009年賽季的17場比賽中都使用了BGP 001參賽。巴顿贏得了澳大利亞大獎賽，巴里切羅獲得第二名。BGP 001在首次亮相時就以1-2名的成績完賽，這是自1954年以來從未發生過的事情。
這輛車在賽季的前八場比賽中都登上了頒獎台，巴頓在澳大利亞、馬來西亞、巴林、西班牙、摩納哥和土耳其大獎賽中都贏得冠軍。賽季後半段，BGP 001只由巴里切羅取得兩場分站冠軍，分別是欧洲大奖赛和意大利大奖赛。
賽車擴散器的合法性受到其他車隊的質疑，但最終被國際汽聯批准使用。在賽季揭幕戰中，雷諾、紅牛和法拉利對威廉姆斯、豐田和布朗車隊賽車上的擴散器作出抗議，認為「雙層擴散器」違反規則。然而，裁判不同意這一觀點，並駁回了其他車隊的投訴。其後其他車隊提出上訴，但在2009年4月14日被國際汽聯駁回。

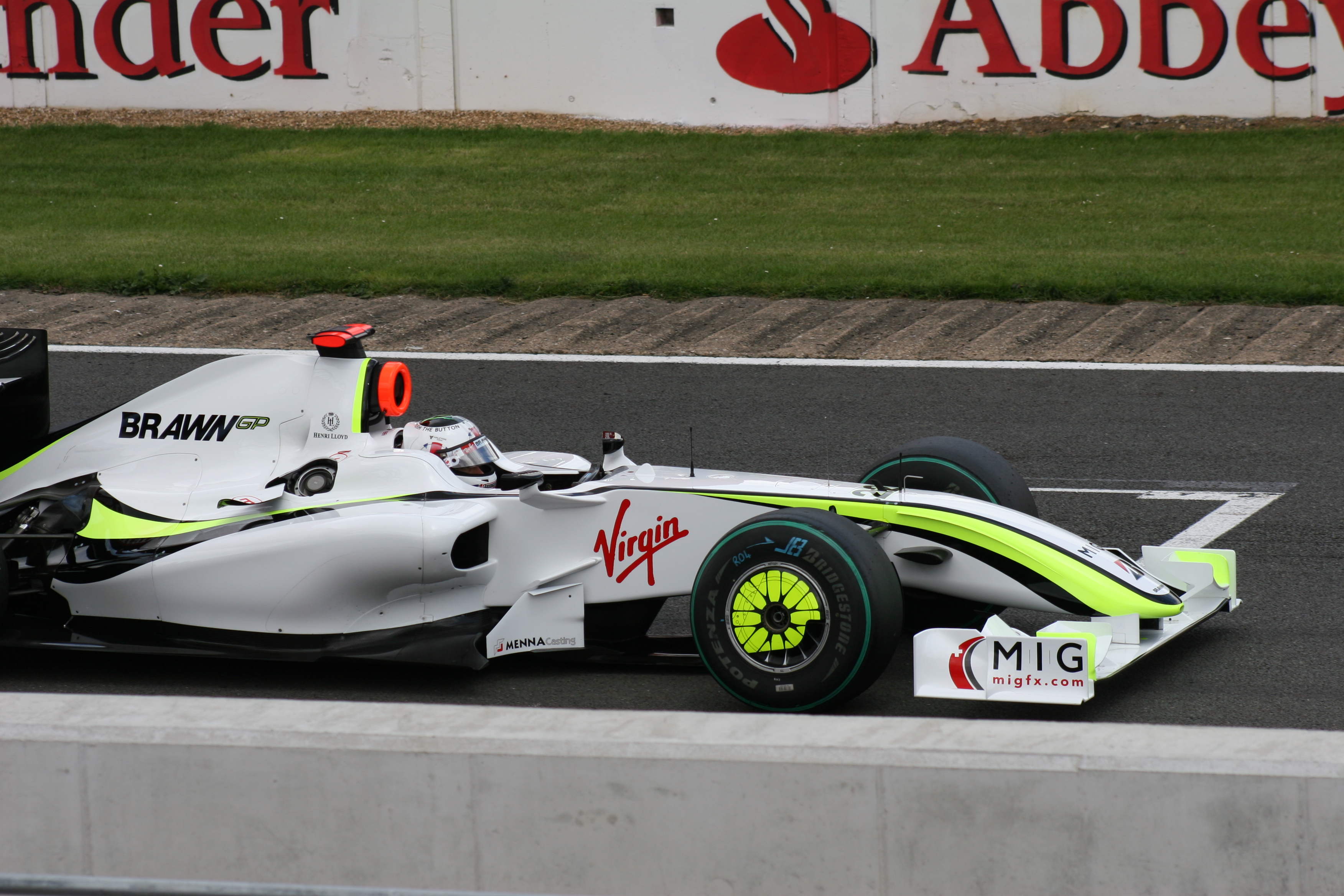
简森·巴顿在2009年英国大奖赛。

在較冷的天氣中，例如在英国大奖赛和德国大奖赛上，BGP 001會因為無法把輪胎提升到工作溫度而表現掙扎。賽車在輪胎溫度上掙扎的原因是因為它能夠在炎熱的天氣下更好地把輪胎加熱，但在寒冷的天氣下，賽車不能把輪胎加熱。

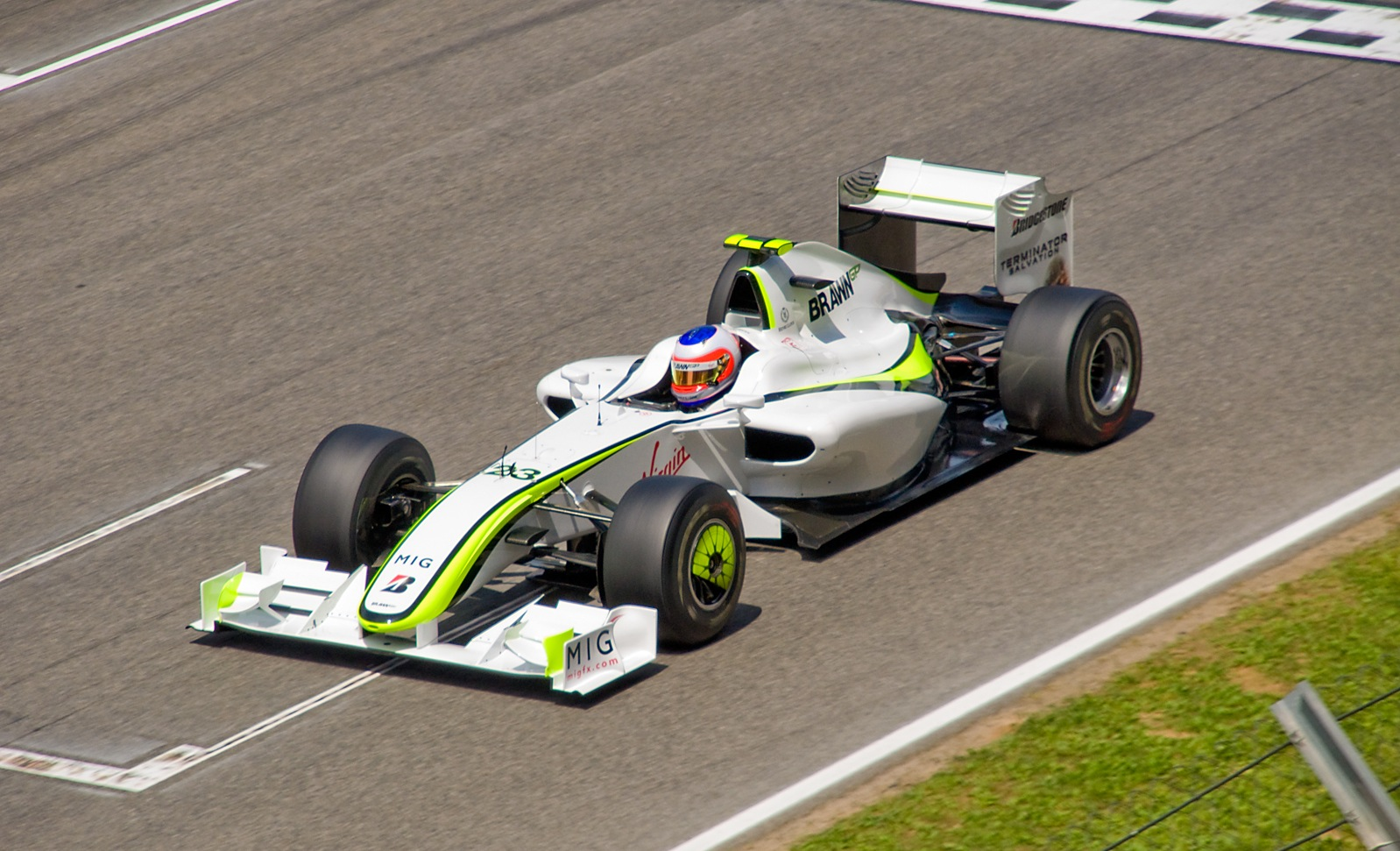
魯本斯·巴里切羅在2009年西班牙大奖赛上駕駛BGP 001。

在西班牙大獎賽上，賽車獲得了首次性能升級，但因為賽車性能在賽季尾段未能跟上其他車隊，所以賽車無法挑戰麥拉倫和紅牛車隊。
在摩納哥的勝利讓巴頓成為一級方程式歷史上首個達成「同一位車手使用同一個引擎連續贏得三場大獎賽」的車手。
在土耳其大獎賽，賽車首次因機械問題而退賽，當時巴里切羅失去了七檔。另一次退賽發生在比利时大奖赛，當時巴頓因碰撞而退賽。
另一個值得注意的事件發生在匈牙利大奖赛。在第二階段排位賽期間，一個懸掛彈簧從巴里切羅的賽車上脫落，並撞到菲利佩·马萨的頭盔，導致马萨在正面撞到輪胎護欄時短暫失去知覺，頭部嚴重受傷。

### 賽車塗裝

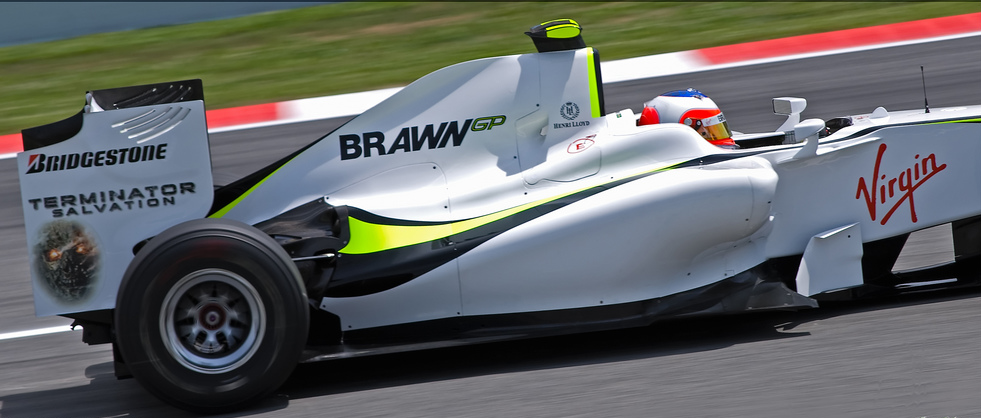
2009年西班牙大獎賽上的BGP 001，尾翼上有來自魔鬼終結者：未來救贖的圖案。

賽車發布時時，印上BGP 001純白色車身只有普利司通和布朗車隊的標誌。漸漸地，隨著車隊開始獲得贊助商，賽車塗裝開始充滿了贊助商的標誌。從亨利·勞埃德開始，然後是維珍集團，他們成為了車隊的主要贊助商。
在2009年西班牙大奖赛上，賽車的尾翼上印有電影魔鬼終結者：未來救贖的標誌。
在英国大奖赛之前，車隊與格雷厄姆-倫敦達成贊助協議，他們的標誌出現在賽車的後視鏡上。在新加坡大獎賽上，布朗車隊與佳能達成了贊助協議。在2009年巴西大奖赛之前，布朗車隊宣布與大都會啤酒廠達成了贊助協議，在賽車印上他們和啤酒品牌Itaipava的標誌。

## 完整一級方程式參賽成績
(賽果底色示意列表)

粗體－桿位 斜體－最快圈速 * – 賽季進行中 

† –  車手未完成賽事，但已完成90%的原定賽程，因而有排名 

| 年份   | 車隊       | 動力單元                 | 輪胎 | 車號 | 車手            | 大獎賽 | 大獎賽 | 大獎賽 | 大獎賽 | 大獎賽 | 大獎賽 | 大獎賽 | 大獎賽 | 大獎賽 | 大獎賽 | 大獎賽 | 大獎賽 | 大獎賽 | 大獎賽 | 大獎賽 | 大獎賽 | 大獎賽 | 積分 | 名次 |
| 年份   | 車隊       | 動力單元                 | 輪胎 | 車號 | 車手            | 澳     | 马‡    | 中     | 巴林   | 西     | 摩     | 土     | 英     | 德     | 匈     | 欧     | 比     | 意     | 新     | 日     | 巴西   | 阿布   | 積分 | 名次 |
| ------ | ---------- | ------------------------ | ---- | ---- | --------------- | ------ | ------ | ------ | ------ | ------ | ------ | ------ | ------ | ------ | ------ | ------ | ------ | ------ | ------ | ------ | ------ | ------ | ---- | ---- |
| 2009年 | 布朗GP車隊 | 梅赛德斯 FO108W V8发动机 | B    | 22   | 简森·巴顿       | 1      | 1      | 3      | 1      | 1      | 1      | 1      | 6      | 5      | 7      | 7      | Ret    | 2      | 5      | 8      | 5      | 3      | 172  | 冠軍 |
| 2009年 | 布朗GP車隊 | 梅赛德斯 FO108W V8发动机 | B    | 23   | 魯本斯·巴里切羅 | 2      | 5      | 4      | 5      | 2      | 2      | Ret    | 3      | 6      | 10     | 1      | 7      | 1      | 6      | 7      | 8      | 4      | 172  | 冠軍 |
| 來源:  |            |                          |      |      |                 |        |        |        |        |        |        |        |        |        |        |        |        |        |        |        |        |        |      |      |

‡ 馬來西亞站比賽在完成原定75%賽程前被腰斬，車手只得一半積分。